# Dimitrie Apai
Dimitrie Apai (19 de julio de 1994) es un futbolista surinamés que juega en la posición de delantero en el Sport Vereniging Transvaal de la SVB Eerste Divisie de Surinam.

## Carrera profesional
Apai se formó en el SV Transvaal de la Primera división de Surinam. Luego de una buena presentación en la ronda preliminar al Campeonato Sub-20 de la Concacaf de 2013 (donde marcó tres goles), Apai fue traspasado al W Connection donde hizo su debut, el 24 de enero de 2014, ante el North East Stars. Anotó su primer gol contra el Central FC el 11 de febrero de ese mismo año.

## Selección nacional
Es internacional con la selección de Surinam habiendo jugado en 22 ocasiones en las que ha anotado cuatro goles. Su primera selección tuvo lugar el 14 de noviembre de 2013, contra Bonaire, anotando en dicho encuentro.

## Palmarés
| N.º | Título                               | Club         | País              | Año / Temporada |
| --- | ------------------------------------ | ------------ | ----------------- | --------------- |
| 1   | TT Pro League                        | W Connection | Trinidad y Tobago | 2013-14         |
| 2   | Copa Trinidad y Tobago               | W Connection | Trinidad y Tobago | 2014            |
| 3   | Copa de la Liga de Trinidad y Tobago | W Connection | Trinidad y Tobago | 2015            |